# Commission des droits civils de la Femme
La Commission des droits civils de la Femme, plus connue sous le nom de Commission Dorion, créée en 1929, avait pour mandat d'enquêter sur les droits civils des femmes québécoises. La commission remit son premier rapport le 6 février 1930, le second rapport le 15 mars 1930 et le troisième rapport le 15 janvier 1931. La commission est présidée par Charles-Édouard Dorion et son rapporteur est Ferdinand Roy.

## Recommandations
La commission recommanda que les femmes mariées puissent avoir le pouvoir de toucher le produit de leur travail et d'en disposer comme bon leur semble, selon des dispositions identiques à la loi française. De plus, la commission recommanda que la nécessité de l'autorisation maritale soit supprimée dans le cas de la séparation des biens mobiliers. À un autre niveau, l'âge légal du mariage passerait de 12 ans à 14 ans pour les jeunes filles et de 14 ans à 16 ans pour les garçons. Finalement, la femme pourrait maintenant être témoin à un testament authentique. Le gouvernement du Québec approuva ces recommandations et modifia le Code civil en 1931.

## Rapports des commissaires
- Les trois rapports de la Commission des droits civils de la femme (textes complets)
- Premier Rapport des Commissaires
- Deuxième Rapport des Commissaires
- Troisième Rapport des Commissaires